# Hodge 301
Hodge 301 es un cúmulo de estrellas visible en el hemisferio sur de la Tierra, que se encuentra a 168 000 años luz de distancia. Está ubicado en una de las galaxias satélites de la Vía Láctea: La Gran Nube de Magallanes.
Hodge 301, junto con el supercúmulo estelar RMC136, es uno de los mayores cúmulos estelares situados en la nebulosa de la Tarántula y está compuesto por estrellas supergigantes azules. Este cúmulo de 40 estrellas pudo haber sido creado por la explosión de una supernova.
- Datos: Q520496